# Chevrolet HHR
Der Chevrolet HHR (Heritage High Roof) ist ein frontgetriebenes Pkw-Modell von General Motors.

## Modellgeschichte
Der Chevrolet HHR wurde 2005 auf der Los Angeles Auto Show als Fahrzeug des Modelljahrs 2006 vorgestellt.
Das Fahrzeug wurde 2006 auf dem amerikanischen und 2007 auf dem europäischen Markt eingeführt und nach Japan exportiert. Bis Juni 2006 wurden vom HHR 93.000 Fahrzeuge verkauft.
Nachdem die Resonanz auf die Europapremiere des Fahrzeugs auf dem Genfer Auto-Salon 2007 positiv ausfiel, wurde der HHR ab November 2007 auch auf dem deutschen Markt verkauft. Die Verkaufszahlen waren allerdings enttäuschend, so dass der Verkauf des HHR in Europa im Mai 2009 wieder eingestellt wurde, in Deutschland wurde ein Absatz von 500 Stück pro Jahr erwartet.
Das Modell wurde im Mai 2011 eingestellt.

## Konzeption
Es ist ein sogenanntes Crossover-Fahrzeug, bei dem die Eigenschaften eines Kombis mit denen eines Mehrzweck-SUVs verknüpft wurden.
Er war unterhalb des Chevrolet Equinox angesiedelt. Er teilte sich die GM-Delta-Plattform mit dem Opel Astra H, Chevrolet Cobalt, Pontiac G5 und dem Saturn Ion und wurde in Ramos Arizpe (Mexiko) gefertigt.
Der fünftürige HHR ist im Design mit seinen Retro-Elementen dem 1949er Chevrolet Suburban nachempfunden. Vom Konzept her lehnt er sich an den Chrysler PT Cruiser an und soll vorwiegend jüngere Käuferschichten ansprechen.
Das Retro-Design stammt von Brian Nesbitt, der vorher den PT Cruiser für Chrysler entworfen hat. Besondere Merkmale des Designs sind die schmalen Fenster, die breiten Dachsäulen und die stark ausgeprägten Kotflügel und Stoßstangen.

## Ausstattungen

### US-Modell

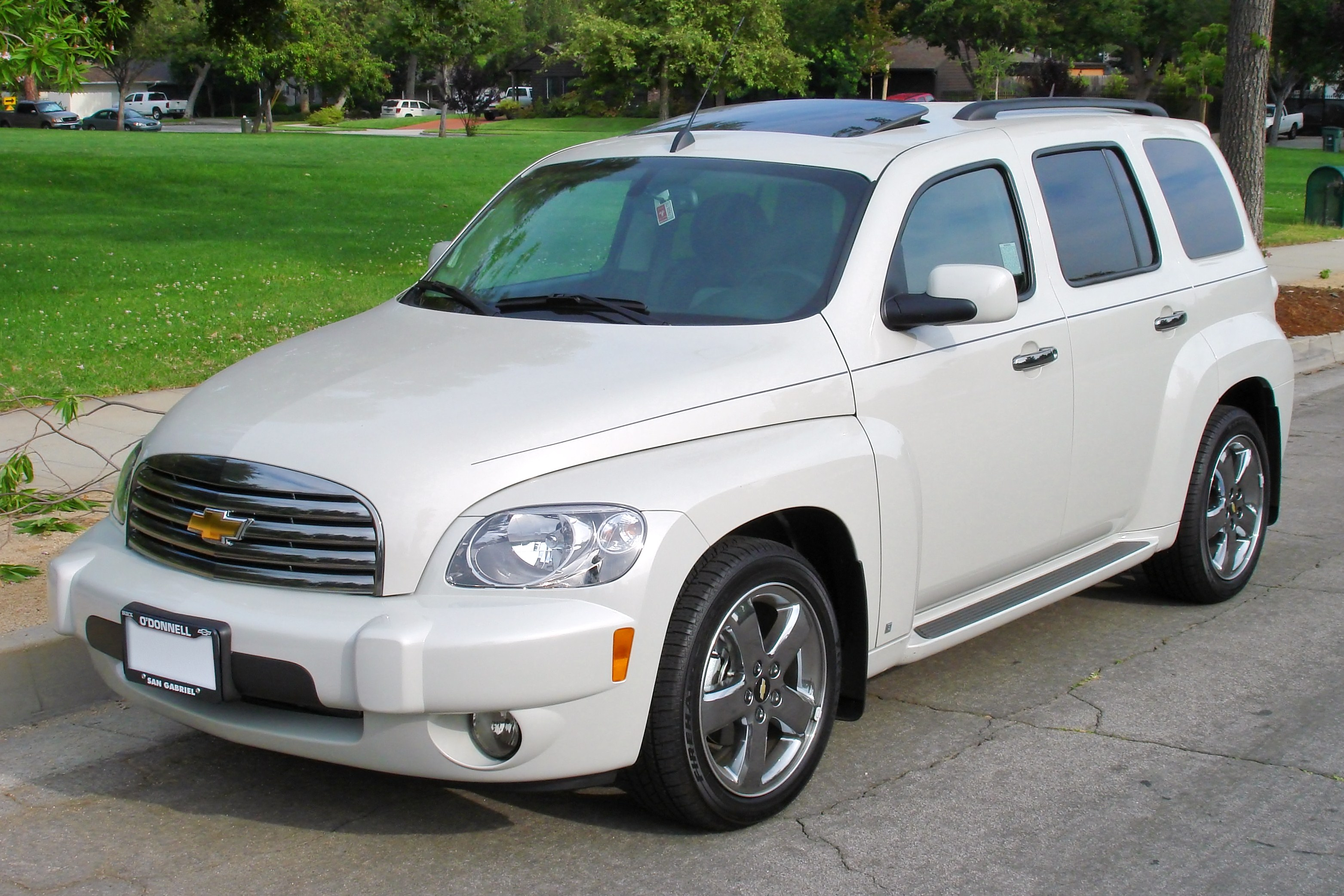
HHR „Special Edition“ (2007)

Für das Modelljahr 2007 waren die Ausstattungsvarianten 1LS, 1LT, 2LT und Special Edition erhältlich, außerdem gab es auf Basis der 1LS- und 1LT-Version einen Lieferwagen mit verblechten hinteren Seitenfenstern, genannt Panel LS/Panel LT. Serienmäßig waren elektrisch verstellbare Außenspiegel, 16-Zoll-Räder, Frontairbags, eine Klimaanlage, Geschwindigkeitsregelanlage, Bordcomputer, Zentralverriegelung, Servolenkung, elektrische Fensterheber und CD-Radio mit sechs Lautsprechern. Als Sonderausstattung standen unter anderem Glasschiebedach, elektrisch verstellbare Ledersitze, CD-Wechsler mit Sound-System, Kopfairbags, automatisch abblendende Innenspiegel, Lederlenkrad mit Audiobedientasten, bis zu 17-Zoll große Leichtmetallräder, Traktionskontrolle, Nebelscheinwerfer, Trittbretter und weitere Anbauteile zur Verfügung.
Das Ausstattungspaket Premiere Special Edition Package war mit 17-Zoll-Rädern in Schwarzchrom, einem ebenfalls schwarzchromfarbenen Exterieurpaket, Nebelscheinwerfern und Frontleuchten mit abgetönten Gläsern, in Wagenfarbe lackierten Trittbrettern, Designstreifen, einer schwarzen Dachreling und speziellem Dachheckspoiler ausgestattet. Der Innenraum war in Schwarz gehalten und das Lederlenkrad mit farbigen Nähten abgesetzt. Die Sonderlackierung hieß „Cappuccino Frost Metallic“. Das Paket war nur für die Ausstattungsvariante 2LT erhältlich.

### Europa-Modell

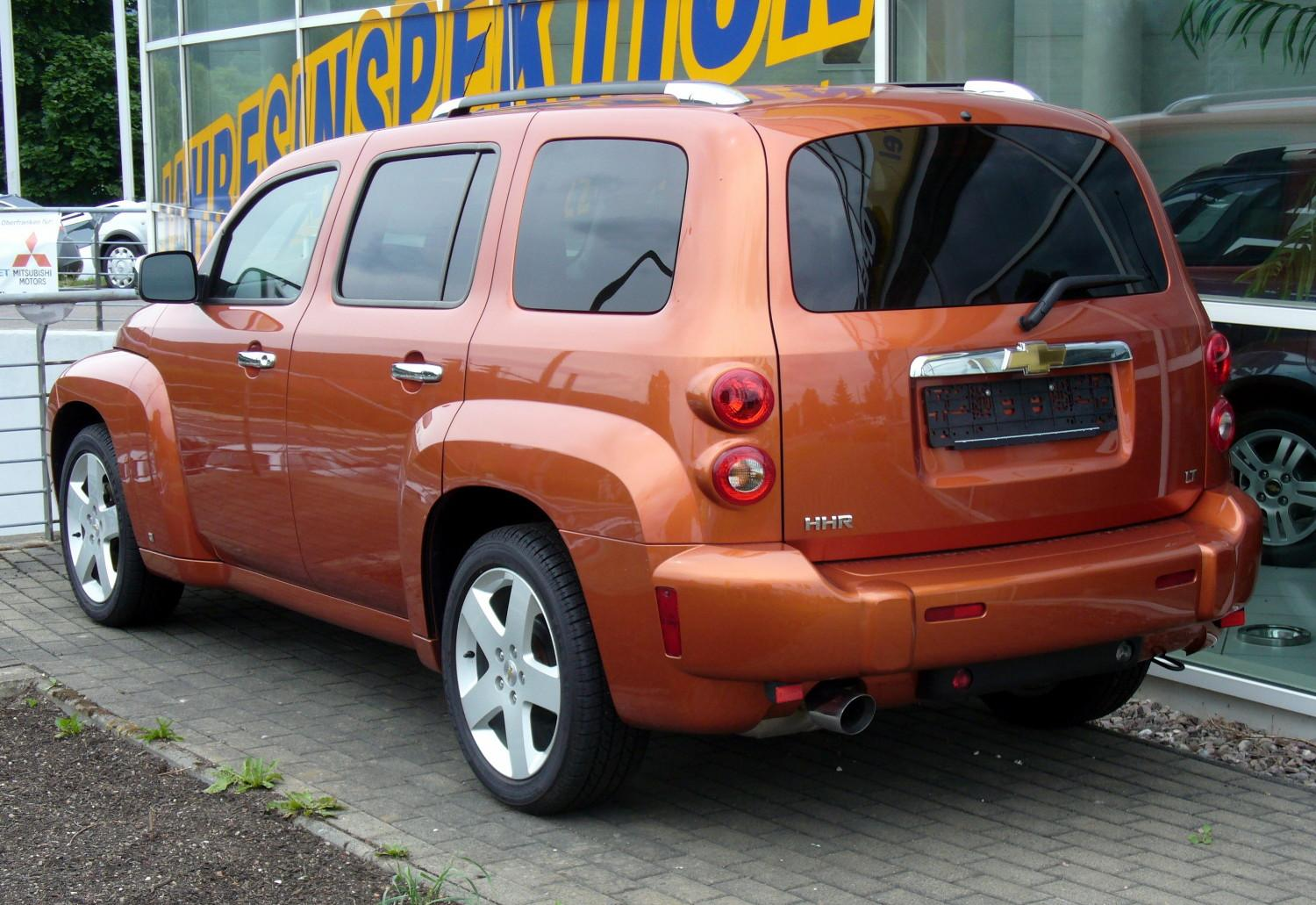
Heck mit runden Leuchten

Im Vergleich zur US-Version gab es nur wenige Ausstattungsvarianten und vier Farben standen zur Auswahl. Das Basismodell war mit schwarzen, beheizbaren Ledersitzen ausgestattet; die Lenksäule war höhenverstellbar. Zur Sicherheitsausstattung gehörten Fahrer-, Beifahrer- und Fensterairbags, ABS, ESC sowie Sicherheitsgurte mit Gurtstraffern. Weitere Extras wie eine manuelle Klimaanlage, Geschwindigkeitsregelanlage (Tempomat), Nebelscheinwerfer, automatisch abblendbare Innenspiegel und 17-Zoll große Leichtmetallräder gehörten in Europa ebenso zur Basisausstattung. Die Trittbretter als Verbreiterung der Schweller sind für das Europa-Modell nicht erhältlich.

## Sicherheit
Bei den für das Modelljahr 2008 vom Insurance Institute for Highway Safety durchgeführten Crashtests erhielt das Fahrzeug beim Versuch „Moderate overlap front“ die Bewertung „Good“, beim Versuch „Head restraints & seats“ die Wertung „Marginal“ und beim für das Modelljahr 2010 durchgeführten Crashtest im Versuch „Side“ die Bewertung „Acceptable“.

## Antrieb und Fahrleistungen

### US-Modell
Die Leistung wird über ein Fünfgang-Schaltgetriebe oder ein Vierstufen-Automatikgetriebe übertragen.
Ottomotoren:
- Modelljahr 2006 1LS/1LT: 2,2-Liter-Reihenvierzylinder-Motor mit einer maximalen Leistung von 107 kW (143 hp) und einem maximalen Drehmoment von 210 Nm[8]
- Modelljahr 2006 1LT/2LT: 2,4-Liter-Reihenvierzylinder-Motor mit einer maximalen Leistung von 128 kW (172 hp) und einem maximalen Drehmoment von 228 Nm[8]
- Modelljahr 2007–2008 1LT/2LT: 2,2-Liter-Reihenvierzylinder-Motor mit einer maximalen Leistung von 111 kW (149 hp) bei 5600/min und einem maximalen Drehmoment von 205 Nm Drehmoment bei 4200/min[9][10]
- Modelljahr 2007–2008 1LT/2LT: 2,4-Liter-Reihenvierzylinder-Motor mit einer maximalen Leistung von 130 kW (174 hp)[9][10]
- Modelljahr 2009 LS/1LT: 2,2-Liter-Reihenvierzylinder-Motor mit einer maximalen Leistung von 116 kW bei 6100/min und einem maximalen Drehmoment von 203 Nm bei 4800/min[11]
- Modelljahr 2009 1LT/2LT: 2,4-Liter-Reihenvierzylinder-Motor mit einer maximalen Leistung von 128 kW bei 5800/min und einem maximalen Drehmoment von 226 Nm bei 4500/min[11]
- Modelljahr 2010–2011 LS/1LT: 2,2-Liter-Reihenvierzylinder-Motor mit einer maximalen Leistung von 116 kW bei 6100/min im Benzin-Betrieb bzw. 120 kW bei 6000/min im Ethanol-Betrieb und einem maximalen Drehmoment von 203 Nm bei 4800/min im Benzin-Betrieb bzw. 214 Nm bei 4600/min im Ethanol-Betrieb[12][13]
- Modelljahr 2010–2011 1LT/2LT: 2,4-Liter-Reihenvierzylinder-Motor mit einer maximalen Leistung von 128 kW bei 5800/min im Benzin-Betrieb bzw. 131 kW bei 5800/min im Ethanol-Betrieb und einem maximalen Drehmoment von 226 Nm bei 4500/min im Benzin-Betrieb bzw. 230 Nm bei 5000/min im Ethanol-Betrieb[12][13]

### Europa-Modell
Mit dem 2,4-Liter-Motor beschleunigt der HHR in 9,1 Sekunden von 0 auf 100 km/h und erreicht eine Höchstgeschwindigkeit von elektronisch abgeregelten 180 km/h. Die Zuladung beträgt bei diesem Motor 453 kg. Der kombinierte Verbrauch liegt laut Werksangabe bei 9,0 Litern Superbenzin auf 100 Kilometer. Genau wie in den USA gab es neben dem Fünfgang-Schaltgetriebe auch ein aufpreispflichtiges Vierstufen-Automatikgetriebe.
Ottomotor:
- Modelljahr 2008 2LT: 2,4-Liter-Reihenvierzylinder mit 2399 cm³ Hubraum, maximaler Leistung von 125 kW (170 PS) und maximales Drehmoment von 222 Nm[14]

| Modell                           | 2.4 R4                     |
| -------------------------------- | -------------------------- |
| Hubraum in cm³                   | 2399                       |
| max. Leistung in kW (PS)         | 125 (170) bei 6200         |
| max. Drehmoment in Nm            | 222 bei 4800               |
| Höchstgeschwindigkeit in km/h    | 180                        |
| Beschleunigung, 0–100 km/h in s  | 9,1 [10,0]                 |
| Getriebe, serienmäßig            | 5-Gang-Schaltgetriebe      |
| Getriebe, optional               | 4-Stufen-Automatikgetriebe |
| Verbrauch kombiniert in l/100 km | 8,5 S [9,0 S]              |
| CO2-Emissionen in g/km           | 207 [214]                  |
| Tankinhalt in l                  | 61                         |

- Werte in eckigen Klammern gelten für Fahrzeuge mit Automatikgetriebe

## Modellvarianten

### HHR SS Turbocharged

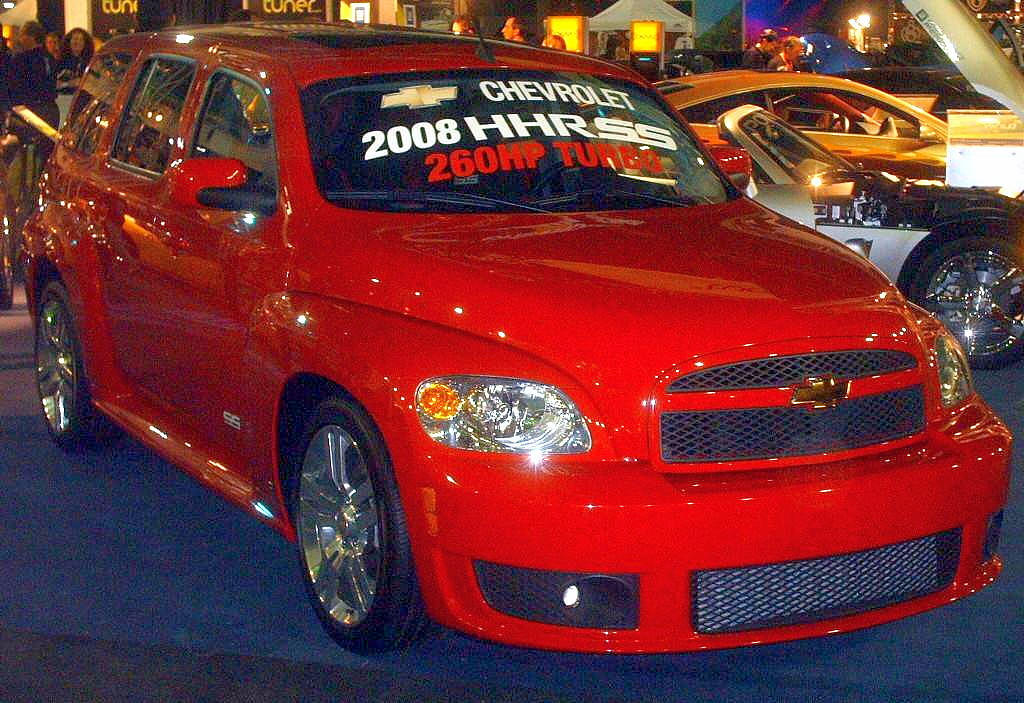
Chevrolet HHR SS

Im Oktober 2006 bestätigte Cheryl Catton, Direktor des Fahrzeugmarketings bei Chevrolet, dass es eine High-Performance-Variante des HHR geben werde. Das Fahrzeug sollte als SS für das Modelljahr 2008 realisiert werden und es wurde erwartet, dass das Fahrzeug mit dem Motor aus dem Pontiac Solstice GXP beziehungsweise dem Opel GT ausgestattet wird.
Formal erstmals gezeigt wurde der HHR SS auf der Woodward Dream Cruise am 18. August 2007. Ein seriennahes Konzeptfahrzeug für Fahrzeuge in der Kastenwagenversion HHR Panel wurde auf der Sema Show 2007 präsentiert.
Er besitzt den 2,0-Liter-Turbomotor aus der Ecotec-Baureihe mit dem Motorcode LNF, ein Sportfahrwerk, ein Fünfgangschaltgetriebe mit kurzem Schalthebel, ABS mit Bremsscheiben rundum, eigenständige Front- und Heckschürzen, einen schwarzen Kreuzmaschengrill, einen Dachheckspoiler, eine analoge, an der A-Säule montierte Ladedruckanzeige, ein Lederlenkrad mit Audiobedienelementen und polierte 18-Zoll-Aluminiumräder. Die maximale Leistung beträgt 194 kW (260 hp) bei Fahrzeugen mit Fünfgang-Schaltgetriebe und 175 kW (235 hp) bei Fahrzeugen mit Vierstufen-Automatikgetriebe.
| Modell                          | 2.0 R4 Turbo                   |
| ------------------------------- | ------------------------------ |
| Hubraum in cm³                  | 1998                           |
| max. Leistung in kW (hp)        | 194 (260) bei 5300 [175 (235)] |
| max. Drehmoment in Nm           | 353 bei 2000                   |
| Höchstgeschwindigkeit in km/h   | 230                            |
| Beschleunigung, 0–100 km/h in s | 5,9                            |
| Getriebe, serienmäßig           | 5-Gang-Schaltgetriebe          |
| Getriebe, optional              | [4-Stufen-Automatikgetriebe]   |
| CO2-Emissionen in g/km          | 230                            |
| Tankinhalt in l                 | 61                             |

- Werte in eckigen Klammern gelten für Fahrzeuge mit Automatikgetriebe

### HHR Panel

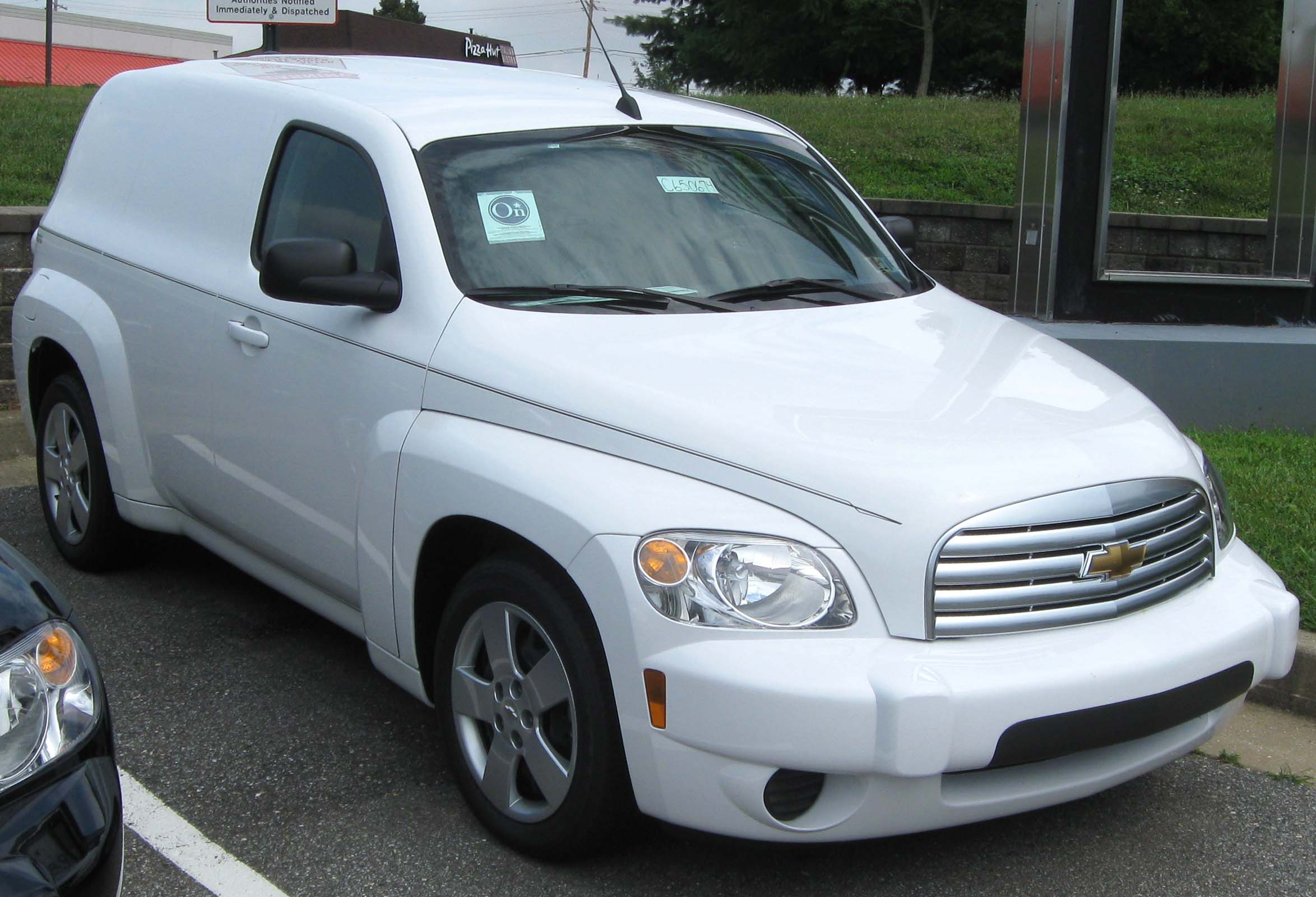
Chevrolet HHR Panel

Chevrolet bot auf Basis des HHR eine Kastenwagenversion an die ein Laderaumvolumen von 1,6 m³ hat und nur auf dem nordamerikanischen Markt erhältlich war. Das Fahrzeug wurde auch in der sportlicheren Ausführung SS gebaut.

## Preise
In Nordamerika begannen die Preise bei 16.595 USD (umgerechnet etwa 12.000 EUR) für die 2,2-Liter-Basisversion LS und enden beim vollausgestatteten 2,4-Liter-2LT für 25.824 USD (etwa 18.700 EUR). In Europa begann der Preis bei 22.990 EUR.

## Zulassungszahlen
Zwischen 2007 und 2009 wurden in der Bundesrepublik Deutschland 1.790 Chevrolet HHR neu zugelassen. Mit 909 Einheiten war 2008 das erfolgreichste Verkaufsjahr.
|  |

|  |

|  |

|  |

|  |

|  |

|  |

|  |

|  |

|  |

|  |

|  |

|  |

|  |

|  |

|  |

|  |

|  |

|  |

|  |

|  |

|  |

|  |

|  |

|  |

|  |

|  |

|  |

|  |

|  |

|  |

|  |

|  |

|  |

|  |

|  |

|  |

|  |

|  |

|  |

|  |

|  |

|  |

|  |

|  |

|  |

|  |

|  |

|  | Benziner (1.790) |

|  | Benziner (1.790) |

## Trivia
Mit der Einführung des Chevrolet Cruze im Mai 2009 wurde der HHR in Deutschland aus dem Programm genommen und war als Neuwagen nur noch über freie Importeure erhältlich.